# Trescore Balneario
Trescore Balneario – miejscowość i gmina we Włoszech, w regionie Lombardia, w prowincji Bergamo.
Według danych na styczeń 2009 gminę zamieszkiwało 9486 osób przy gęstości zaludnienia 712,7 os./1 km².

## Miasta partnerskie
- Čelákovice
- Zuera